# Polystoechotes
Polystoechotes är ett släkte av insekter. Polystoechotes ingår i familjen Polystoechotidae.
Kladogram enligt Catalogue of Life:
| Polystoechotes | \| \| Polystoechotes gazullai \| \| \| \| \| \| Polystoechotes punctata \| \| \| \| |
|                | \| \| Polystoechotes gazullai \| \| \| \| \| \| Polystoechotes punctata \| \| \| \| |
|                | Fontecilla                                                                          |
|                |                                                                                     |
|                | Platystoechotes                                                                     |
|                |                                                                                     |
|                | Polystoechotes gazullai                                                             |
|                |                                                                                     |
|                | Polystoechotes punctata                                                             |
|                |                                                                                     |

|  | Polystoechotes gazullai |
|  |                         |
|  | Polystoechotes punctata |
|  |                         |

## Bildgalleri

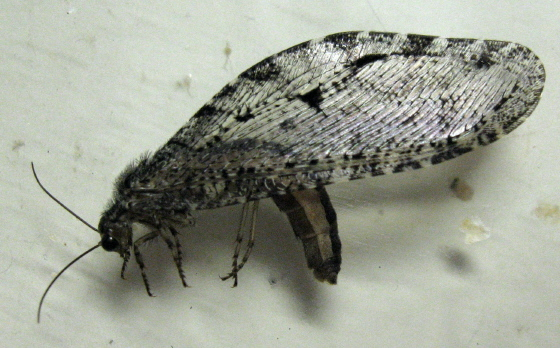